# Núria Fernández-Argüelles i Garrigó
Núria Fernández-Argüelles Garrigó (Barcelona, 23 de setembre de 1934) és una jugadora i directiva de basquetbol, ja retirada.
Vinculada al Picadero JC, va ser delegada de l'equip durant la dècada dels 1970 on el club va aconseguir quatre lligues i cinc copes espanyoles. Posteriorment, va ser delegada del CB CIBES i CB Betània-Patmos. Entre d'altres reconeixements, va ser distingida com a Històrica del Bàsquet Català per la Fundació de Bàsquet Català el 1998.